# ГЕС Монте-Ардженто
ГЕС Монте-Ардженто (італ. Centrale idroelettrica di Monte Argento) — гідроелектростанція в центральній частині Італії. Розташована між ГЕС Галлето та ГЕС Нарні, входить до складу каскаду на річці Нера (ліва притока Тибру, через який вона належить до басейну Тірренського моря).
Відпрацьована на ГЕС Галлето вода повертається в Неру перед водозабірною греблею станціїМонте-Ардженто, яка спрямовує її у дериваційний тунель до підземного машинного залу. Останній розташований на східній околиці міста Терні, тоді як відпрацьована вода повертається в Неру вже на західній стороні міста, більш ніж за 3 км від точки водозабору.
Станцію, введену в експлуатацію у 1950 році, обладнали трьома турбінами типу Френсіс загальною потужністю 68 МВт, які працювали при напорі 51 метр.
Управління роботою ГЕС здійснюється з диспетчерського центру в Терні.